# Osica de Sus
Osica de Sus est une commune rurale roumaine du județ d'Olt, en Olténie. Osica de Sus comprend cinq villages, Greci, Osica de Sus, Ostrov, Tomeni et Vlăduleni.

## Politique
| Parti | Parti                        | Sièges |
| ----- | ---------------------------- | ------ |
|       | Parti social-démocrate (PSD) | 8      |
|       | Parti national libéral (PNL) | 5      |

## Démographie
En 2011, la commune comptait 94,75 % de Roumains et 2,36 % de Roms ; les 2,89 % restants n'ayant pas souhaité répondre.
En 2011, la composition religieuse de la commune était la suivante :
- Chrétiens orthodoxes, 96,29 % ;
- Athées, 2,89 %.
- Autres religions , 0,8 %.

## Jumelages
Osica de Sus est jumelée avec :
- Mont-Saint-Aignan (France) depuis 1990[4]